# Jaltomata contumacensis
Jaltomata contumacensis är en potatisväxtart som beskrevs av S.Leiva och Mione. Jaltomata contumacensis ingår i släktet jaltomator, och familjen potatisväxter. Inga underarter finns listade i Catalogue of Life.